# Cenchrus setaceus
El rabo de gato (Pennisetum setaceus) es una especie de planta fanerógama que es nativa de los hábitats de matorrales en África oriental, y de África tropical, Oriente Medio y Sudeste de Asia. Se ha introducido en muchas partes del mundo como una planta ornamental.

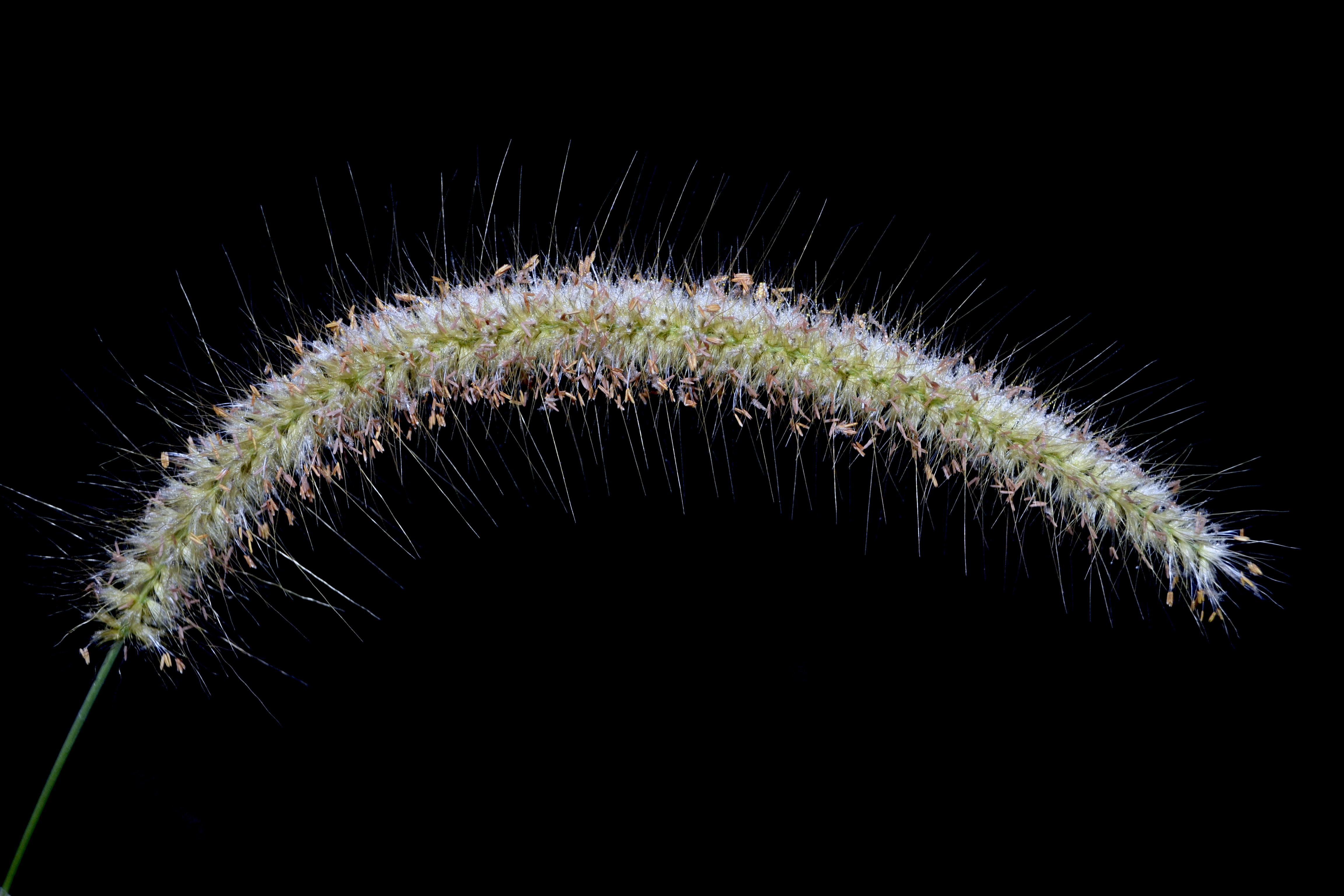
Semillas

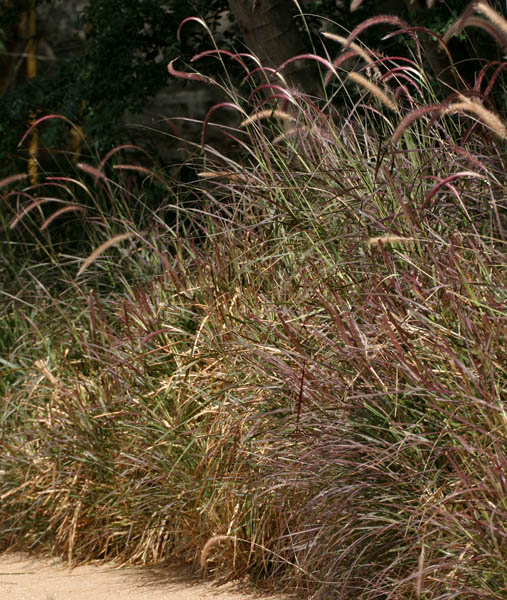
en Hyderabad, India.

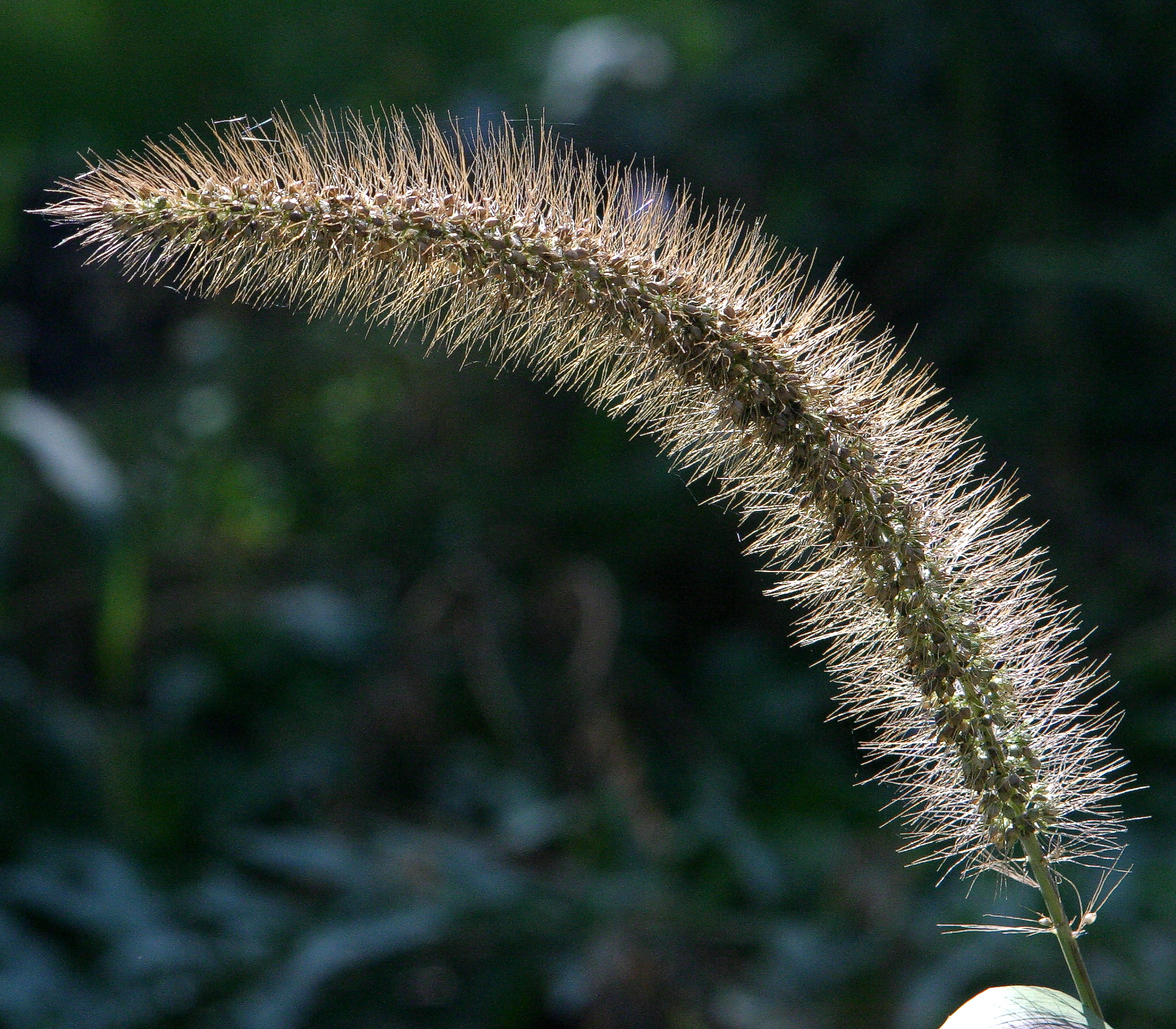
Detail of ripening seeds.

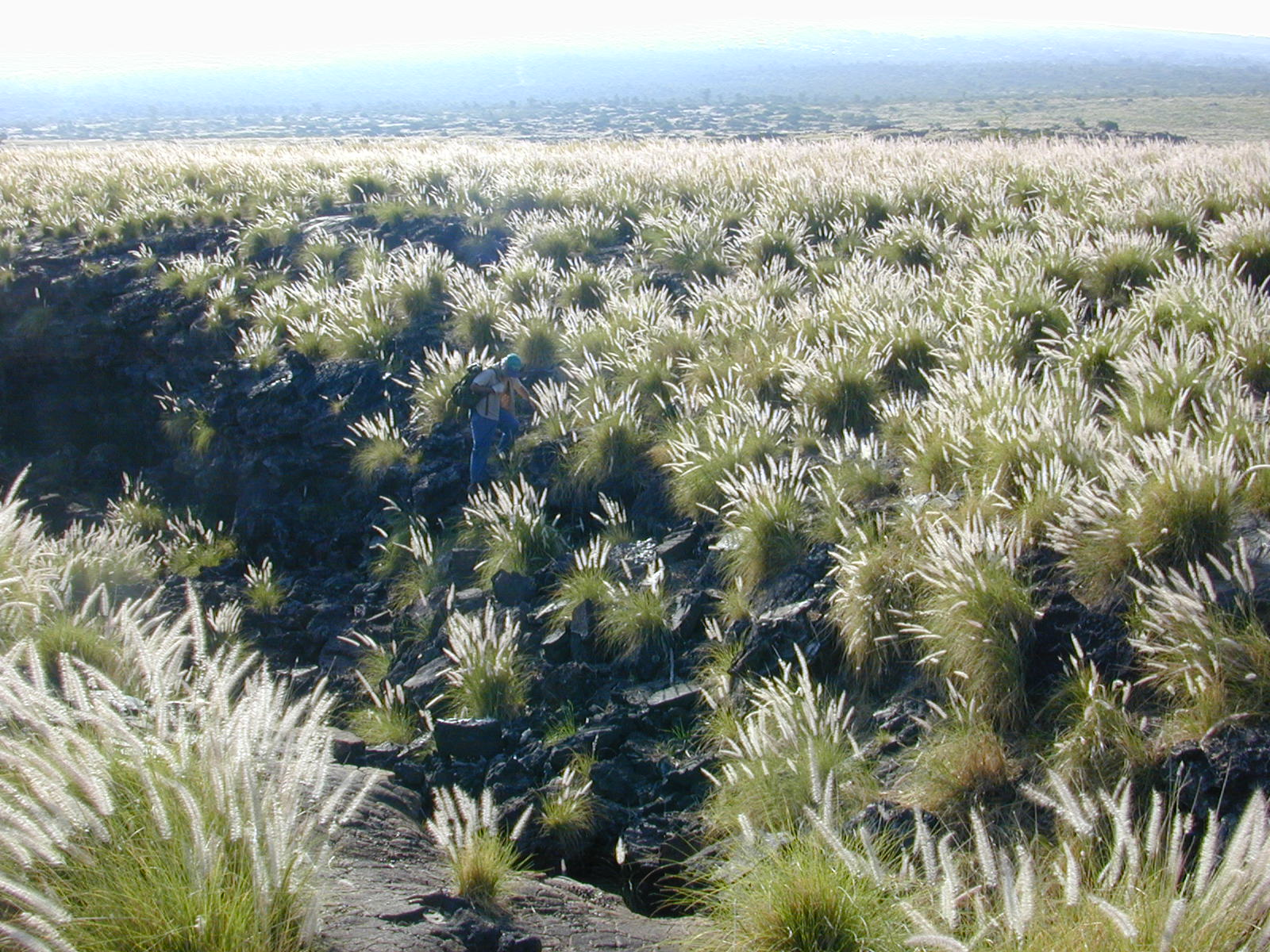
Como invasivo en Kailua-Kona, Hawái

## Descripción
Alcanza el metro de altura. Es tolerante a la sequía y crece rápidamente, Cenchrus setaceus es una planta muy territorial, si se encuentra cerca de otra planta empezara a competir por el agua y nutrientes.
El color de las hojas pueden ser verdes, púrpuras o rojas.

## Amenaza ambiental
Pennisetum setaceus ha sido introducido en Canarias, Sicilia, Cerdeña, el sur de España, Australia, Sudáfrica, Hawái, el oeste de los Estados Unidos, en California y el sur de la Florida. Prospera en las zonas más cálidas y secas y amenaza a muchas especies nativas, con los que compite muy eficazmente como una especie invasora. También tiende a aumentar el riesgo de intensos incendios forestales, a los que se adapta bien, lo que plantea una amenaza adicional a ciertas especies nativas.
Adicionalmente a esto, puede producir graves reacciones alérgicas y atopicas particularmente en grupos vulnerables como niños y ancianos.
En España, debido a su potencial colonizador y constituir una amenaza grave para las especies autóctonas, los hábitats o los ecosistemas, esta especie ha sido incluida en el Catálogo Español de Especies Exóticas Invasoras, regulado por el Real Decreto 630/2013, de 2 de agosto, estando prohibida en España su introducción en el medio natural, posesión, transporte, tráfico y comercio.

## Horticultura
Varios cultivares se cultivan como hierbas ornamentales para la horticultura y el uso de paisaje, como Cenchrus setaceus var. rubrum. La especie, a menudo se cultiva como anual, ha ganado Award of Garden Merit de la Royal Horticultural Society.

## Taxonomía
La especie fue descrita inicialmente como Phalaris setacea por Peter Forsskål y publicado en Flora Aegyptiaco-Arabica 17, en 1775, actualmente, es tanto un sinónimo como el basónimo de esta. Posteriormente, sería transferida al género Pennisetum por Emilio Chiovenda en Bolletino della Società Botanica Italiana 1923: 113, en 1923, nombre científico que también es un sinónimo hoy en día. Finalmente, sería transferida al género Cenchrus por Osvaldo Morrone en Annals of Botany. Oxford, new series 106: 129, en 2010.

#### Etimología
Cenchrus: nombre que deriva del griego antiguo κεγκρός (kegchrós) para el mijo o millo (Panicum miliaceum), o cualquier planta de granos pequeños.
setaceus: epíteto latino que significa "con cerdas".

#### Sinonimia
- Pennisetum cupreum Hitchc.
- Pennisetum erythraeum Chiov.
- Pennisetum macrostachyon Fresen.
- Pennisetum macrostachyum Fresen.
- Pennisetum numidicum Paris
- Pennisetum orientale var. altissimum Chiov.
- Pennisetum orientale subsp. parisii Trab.
- Pennisetum orientale var. parisii (Trab.) Leeke
- Pennisetum parisii (Trab.) Trab.
- Pennisetum phalaroides Schult.
- Pennisetum ruppellii Steud.
- Pennisetum ruppellii var. depauperatum Schweinf.
- Pennisetum scoparium Chiov.
- Pennisetum setaceum (Forssk.) Chiov.
- Pennisetum setaceum var. parisii (Trab.) Maire
- Pennisetum spectabile Fig. & De Not
- Pennisetum tiberiadis Boiss.
- Phalaris setacea Forssk.[12][13]